# Hoste (okres Galanta)
Hoste, dříve Gest, je obec v okrese Galanta na Slovensku. Žije zde 437 obyvatel.
Na území dnešní obce bylo sídliště maďarovské kultury ze starší doby bronzové.
V obci se nachází římskokatolický kostel Narození Panny Marie z roku 1760.

## Příroda
Území obce je součástí chráněného ptačího území v soustavě Natura 2000 s názvem Úľanská mokraď.